# Cecil Turtle
Cecil Turtle es un personaje animado de las series Looney Tunes y Merrie Melodies de Warner Bros. Aunque solo ha hecho tres apariciones fílmicas, Cecilio es reconocido como uno de los muy pocos personajes que han podido superar a la estrella del estudio, Bugs Bunny y como el único en hacer esto tres veces seguidas.

## Historia

### Tortoise Beats Hare
El animador Tex Avery presentó a Cecil en el corto Tortoise Beats Hare, lanzado el 15 de marzo de 1941. Incluso desde los títulos de apertura de la caricatura, Avery deja ver que Bugs Bunny está a punto de encontrarse con su pareja. Bugs vaga por la pantalla comiendo su zanahoria obligatoria y distraídamente comienza a leer la tarjeta de título, pronunciando groseramente mal la mayoría de los créditos. Cuando finalmente llega al título en sí, se indigna, rompe la tarjeta de título y corre a la casa de Cecil Turtle. Luego apuesta a la pequeña tortuga de ojos somnolientos diez dólares que puede vencerlo en una carrera.
Cecil acepta la apuesta de Bugs, y la carrera comienza varios días después. Bugs se aleja a toda velocidad justo antes de terminar el grito de: "¡Ponte en tu marca, prepárate, vete!" Cecil rápidamente (para él, de todos modos) va a un teléfono público y llama a Chester Turtle, uno de sus parientes. Después de hablar con Chester sobre la apuesta, le dice que llame a "los chicos" (primos), y les diga que estén listos cuando llegue a su posición, y que "le den las obras". Chester llama a los parientes, todos los cuales se ven y suenan como Cecil (algunos tienen voces más profundas, otros tienen voces más altas), y transmite el mensaje. Mientras Bugs corre implacablemente hacia la línea de meta, Cecil y las otras tortugas se turnan para aparecer en el momento justo para desconcertar al conejito. Al final, Bugs está convencido de que ha ganado, solo para ver a Cecil (o uno de sus parientes) al otro lado de la meta exigiendo el dinero. Bugs sugiere que ha sido engañado, y las nueve tortugas se acercan y responden: "¡Es una posibilidad!" El actor de voz Mel Blanc proporciona el acento somnoliento de Cecil, que es como una versión lenta de la caracterización posterior de Blanc de Barney Rubble.
"Tortoise Beats Hare" sigue una de las muchas variantes populares de la fábula de Esopo "The Tortoise and the Hare" en la que la bestia más rápida es engañada por parecidos colocados a lo largo del curso. [3] Más directamente, es la parodia de Avery de la Sinfonía Tonta de Disney de 1935, La tortuga y la liebre. Avery dejó Warner Bros. antes de que pudiera producir nuevos dibujos animados con Cecil. Sin embargo, introdujo un personaje similar en 1943 llamado Droopy Dog. Droopy incluso tomaría algunos de sus trucos de su predecesor lento y constante, como usar a sus parientes para ayudarlo a ser más astuto que un lobo.

### Tortoise Wins by a Hare
Bob Clampett tomó el escenario de Avery y lo alteró para su película Tortoise Wins by a Hare estrenada el 20 de febrero de 1943. El título es un juego de palabras apropiado sobre "cabello". Bugs nuevamente desafía a Cecil a una carrera después de ver imágenes de su encuentro anterior dos años antes (que parece representar a Cecil como habiendo ganado de manera justa en lugar de engañar a Bugs con sus primos). Bugs luego va a la casa del árbol de Cecil disfrazado de anciano (una parodia del personaje "Old Timer" de Bill Thompson de la serie de radio Fibber McGee and Molly) para preguntarle a la tortuga su secreto. Cecil, no engañado en lo más mínimo por los comentarios del disfraz, "Vida limpia, amigo. Vida limpia'...". Y luego revela que su carcasa aerodinámica le permite ganar, y produce un conjunto de planos para su "chasis de flujo de aire". La tortuga termina la conversación con el comentario: "Ah, y otra cosa... ¡Los conejos tampoco son muy brillantes!" justo antes de cerrar la puerta en la cara del conejito enfurecido. Sin entender que la historia de la tortuga es una tontería, Bugs construye el dispositivo y se prepara para la carrera.
Mientras tanto, una mafia de conejitos se entera del próximo enfrentamiento y hace todas sus apuestas en Bugs. ("De hecho, ni siquiera pensamos que la toitle terminará ... ¿Lo hacemos, muchachos?" "¡Duh, no, jefe, no!") La carrera comienza, y Bugs todavía supera a su rival reptil. Sin embargo, en su nuevo atuendo, los tontos gángsters lo confunden con la tortuga. Cecil refuerza este concepto erróneo vistiéndose con un traje de conejo gris y comiendo algunas deliciosas zanahorias. Los mafiosos hacen que la carrera de los Bugs shelled sea una pesadilla, finalmente dando la carrera a Cecil (en un aparte para la audiencia, mientras los conejos lo vitorean, Cecil comenta "¡Te dije que los conejos no son muy brillantes!"). Cuando Bugs arranca enojado el chasis y grita: "¡TONTOS! ¡Soy el conejo!", comentan los gángsters conejos, al estilo burlón de Bugsy, "¡Ehhh, ahora nos lo dice!" y se suicidan disparándose con una sola bala que atraviesa los lados de todas sus cabezas aparentemente blandas. (El gag final a menudo se corta cuando se muestra en la televisión por cable básica, pero se puede encontrar sin cortes en Looney Tunes Golden Collection: Volume 1).

### Rabbit Transit
Cecil y Bugs tendrían un partido final en la caricatura de Friz Freleng, Rabbit Transit, lanzada el 10 de mayo de 1947. El título es una obra de teatro de Rapid Transit. A diferencia de Tortoise Wins by a Hare, esta caricatura presume que Bugs y Cecil nunca se han conocido antes. Mientras se relaja en un baño de vapor, Bugs lee sobre la fábula original y, mientras leía los créditos de Tortoise Beats Hare, se indigna ante la idea de que una tortuga supere a un conejo. Cecil, también en el baño de vapor, afirma que podría superar a Bugs, lo que lleva a Bugs a desafiarlo a una carrera (de nuevo, como en Tortoise Beats Hare, aunque al menos aquí Bugs recibe alguna provocación). Esta vez, Bugs y Cecil acuerdan no hacer trampa. Cecil, sin embargo, revela rápidamente que su caparazón ahora está propulsado por cohetes, lo que le permite ir a una sorprendente combinación entre rápido y lento. Bugs hace todo lo posible para robar, desmantelar y destruir el dispositivo, pero todo con poco efecto. Al final, sin embargo, Bugs logra superar a la tortuga y cruza la línea de meta primero. Sin embargo, es Cecil quien tiene la última risa cuando hace que el conejo confiese "hacer 100 fáciles", en una zona de 30 millas por hora. Bugs es llevado por la policía para disfrutar de su victoria, tras las rejas. Cecil cierra la caricatura diciendo la famosa línea de Bugs, "Ain't I mmm... un apestoso?" Salida de iris.
Shell Shocked
Lanzado el 21 de enero de 2021 de Looney Tunes Cartoons, Shell Shocked ve el regreso de Cecil Turtle, dirigida por Peter Browngardt. Viajando del Bronx a Brooklyn, Bugs supera a un tren de transporte público y comenta cómo nadie es más rápido que él. Sin embargo, Bugs se enfurece cuando se encuentra con anuncios que muestran a Cecil Turtle como la "cosa más rápida en la ciudad de Nueva York". Bugs se encuentra con Cecil y lo desafía a una carrera a pie hacia un poste de luz cercano. Bugs gana la ventaja inicial, pero Cecil ata la calle Bugs está en un taxi que va a St. Louis, lo que permite a Cecil ganar. Bugs luego desafía a Cecil a ver qué tan rápido pueden multiplicar números, pero Cecil gana nuevamente multiplicándose. Bugs se enfurece y tiene un desafío más para Cecil: qué tan rápido puede comer zanahorias. Sin embargo, Bugs disfrazó una bomba como una zanahoria. Cuando la bomba no explota, Bugs mira y ve que Cecil se ha comido todas las zanahorias. Bugs mira dentro del caparazón de Cecil, encontrándose cara a cara con la bomba que explota justo en su cara. Mientras Cecil proclama la victoria, Bugs dice que hay una cosa en la que es mejor que Cecil: perder y comienza a llorar.

## Curiosidades
- Su nombre en inglés Cecil Turtle indica que Cecilio es una tortuga marina, pero en realidad sería una tortuga terrestre (tortoise).

- Datos: Q11680643